# Sebastián Montoya
Sebastián Montoya Freydell (Miami, Florida, Estados Unidos; 11 de abril de 2005) es un piloto de automovilismo colombo-estadounidense. Es miembro de la Escudería Telmex y fue parte del Equipo Júnior de Red Bull en 2023. Su mejor resultado en monoplazas fue una cuarta posición en el Campeonato de Italia de Fórmula 4 en 2021. Entre 2022 y 2024 disputó el Campeonato de Fórmula 3 de la FIA. En 2025 corre con el equipo PREMA Racing en el Campeonato de Fórmula 2 de la FIA.
Anteriormente fue integrante de la Academia de pilotos de Ferrari en sus épocas de karting.
Entre sus relaciones, es hijo del expiloto de Fórmula 1, IndyCar Series y de resistencia Juan Pablo Montoya.

## Carrera

### Inicios
Montoya comenzó su carrera en el karting en 2013, compitiendo en la Rotax Micro Max del Florida Winter Tour cuando tenía ocho años. Luego procedió a competir en esa serie durante los siguientes cuatro años, donde logró un mejor resultado de quinto en 2016, Montoya se mudó a Europa para competir en el Campeonato Europeo de Karting en 2017. Montoya pasó un total de tres años en la escena europea de Karting, dos veces conduciendo en el Campeonato Mundial de Karting y tres veces en el Campeonato Europeo. En su paso por los karts Montoya solo ganó un campeonato a nivel internacional; siendo esta la competencia Rok the Rio en 2018.

### Campeonato de Fórmula 3 de la FIA

#### 2022
Debido a los compromisos de Oliver Goethe en la Eurofórmula Open, Montoya lo reemplazó e hizo su primera aparición en la Fórmula 3 en Zandvoort, conduciendo para Campos Racing mientras Hunter Yeany todavía estaba lesionado.
Montoya se clasificó en un brillante séptimo lugar cuando una bandera roja frustró los intentos de sus rivales de mejorar sus tiempos de vuelta. En una pista donde es difícil adelantar, Montoya terminó ambas carreras en el octavo lugar, teniendo que defenderse del aspirante al título Jak Crawford. Además, fue el único del equipo Campos en sumar puntos durante el fin de semana. Montoya ocupó el puesto 21 en la clasificación de posiciones finales.
A finales de septiembre, Montoya participó en las pruebas de postemporada de ese año con Hitech Grand Prix en Jerez.

#### 2023
En enero de 2023, Montoya fue anunciado como piloto de Hitech Grand Prix para competir en el Campeonato de Fórmula 3 de la FIA en 2023.

### IMSA SportsCar Championship

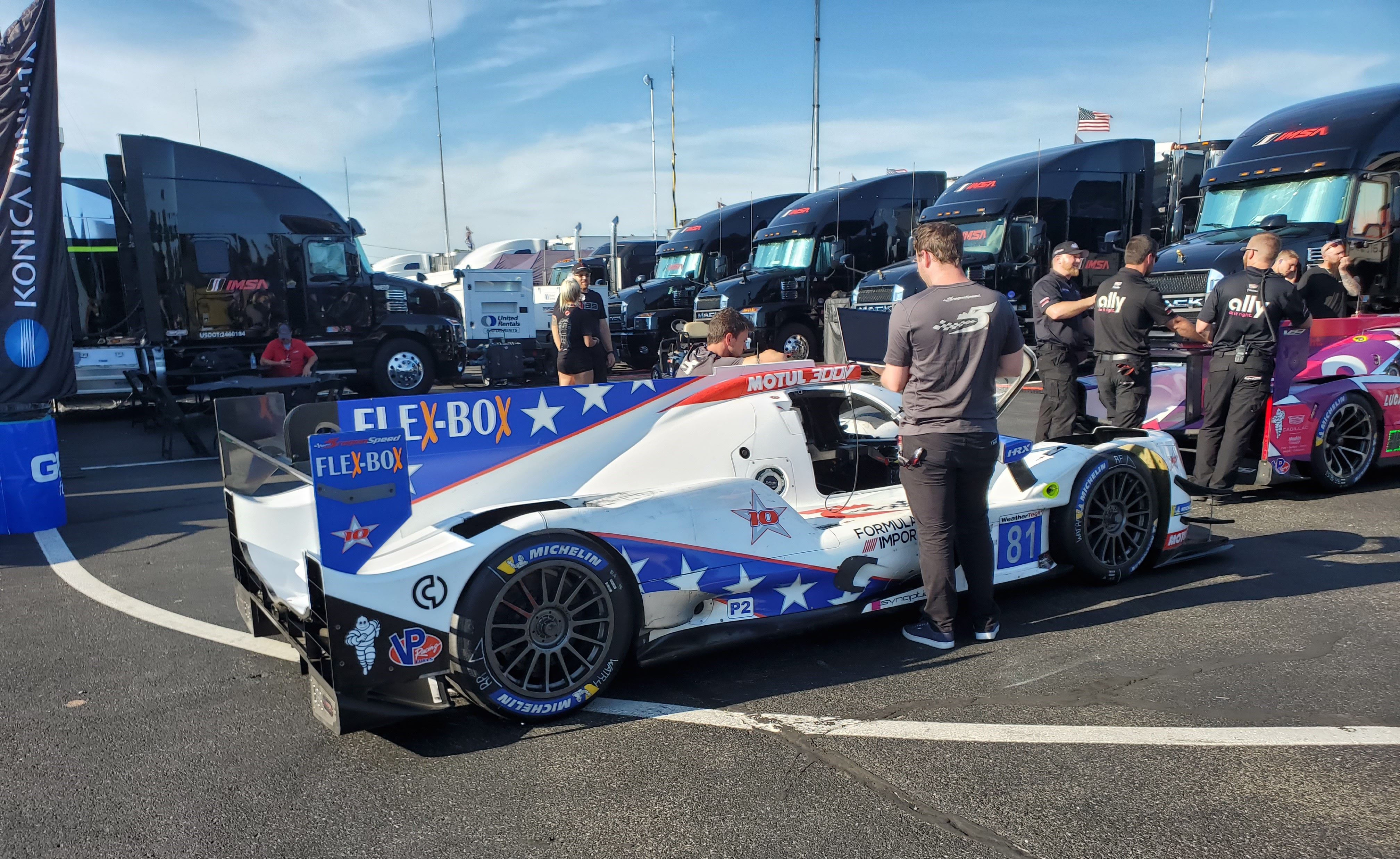
Montoya en el Watkins Glen International en 2022.

Montoya probó un auto de carreras de resistencia por primera vez durante la prueba de novatos del Campeonato Mundial de Resistencia de la FIA de 2021.
Montoya hizo su debut en resistencia durante el IMSA SportsCar Championship en 2022, participando en rondas seleccionadas para DragonSpeed - 10 Star junto a su padre. Inicialmente, se suponía que participaría en las 24 Horas de Daytona de 2022 a fines de enero, pero fue descartado debido a sus compromisos con el Campeonato de Fórmula Regional Asiática con Mumbai Falcons India Racing.

## Resumen de carrera
| Temporada | Categoría                                       | Equipo                      | Carreras     | Victorias    | Poles        | VR           | Podios       | Puntos       | Pos.         |
| --------- | ----------------------------------------------- | --------------------------- | ------------ | ------------ | ------------ | ------------ | ------------ | ------------ | ------------ |
| 2020      | ADAC Fórmula 4                                  | Prema Powerteam             | 6            | 0            | 1            | 1            | 0            | 10           | 17.º         |
| 2020      | Campeonato de Italia de Fórmula 4               | Prema Powerteam             | 20           | 0            | 0            | 1            | 0            | 81           | 11.º         |
| 2021      | ADAC Fórmula 4                                  | Prema Powerteam             | 6            | 0            | 0            | 2            | 3            | 72           | 9.º          |
| 2021      | Campeonato de Italia de Fórmula 4               | Prema Powerteam             | 21           | 0            | 2            | 4            | 9            | 194          | 4.º          |
| 2022      | Campeonato de Fórmula Regional Asiática         | Mumbai Falcons India Racing | 9            | 2            | 3            | 2            | 3            | 92           | 7.º          |
| 2022      | Campeonato de Fórmula Regional Europea          | Prema Racing                | 20           | 0            | 0            | 0            | 0            | 44           | 13.º         |
| 2022      | IMSA SportsCar Championship - LMP2              | DragonSpeed - 10 Star       | 3            | 0            | 0            | 0            | 1            | 893          | 13.º         |
| 2022      | Campeonato de Fórmula 3 de la FIA               | Campos Racing               | 2            | 0            | 0            | 0            | 0            | 7            | 21.º         |
| 2023      | Campeonato de Fórmula Regional de Medio Oriente | Hitech Grand Prix           | 14           | 0            | 0            | 0            | 0            | 12           | 21.º         |
| 2023      | Campeonato de Fórmula 3 de la FIA               | Hitech Pulse-Eight          | 18           | 0            | 0            | 1            | 1            | 37           | 16.º         |
| 2023      | Copa Racer                                      | PRM Racing                  | 2            | 1            | 0            | 1            | 1            | 34           | 20.º         |
| 2023      | Gran Premio de Macao                            | Campos Racing               | 1            | 0            | 0            | 0            | 0            | N/A          | NC           |
| 2024      | Campeonato de Fórmula 3 de la FIA               | Campos Racing               | 20           | 0            | 0            | 0            | 1            | 40           | 17.º         |
| 2025      | Campeonato de Fórmula 2 de la FIA               | PREMA Racing                | Disputándose | Disputándose | Disputándose | Disputándose | Disputándose | Disputándose | Disputándose |
| Fuente:   |                                                 |                             |              |              |              |              |              |              |              |

## Resultados

### ADAC Fórmula 4
(Clave) (negrita indica pole position) (cursiva indica vuelta rápida)

| Año  | Equipo          | 1    | 1    | 1    | 2    | 2    | 2    | 3    | 3    | 3    | 4    | 4    | 4    | 5    | 5    | 5    | 6    | 6    | 6    | 7   | 7   | 7   | Pos  | Puntos |
| ---- | --------------- | ---- | ---- | ---- | ---- | ---- | ---- | ---- | ---- | ---- | ---- | ---- | ---- | ---- | ---- | ---- | ---- | ---- | ---- | --- | --- | --- | ---- | ------ |
| 2020 | Prema Powerteam | LAU1 | LAU1 | LAU1 | NÜR1 | NÜR1 | NÜR1 | HOC  | HOC  | HOC  | NÜR2 | NÜR2 | NÜR2 | SPI  | SPI  | SPI  | LAU2 | LAU2 | LAU2 | OSC | OSC | OSC | 17.º | 10     |
| 2020 | Prema Powerteam |      |      |      | 8    | 8    | 11   | 13   | Ret  | 9    |      |      |      |      |      |      |      |      |      |     |     |     | 17.º | 10     |
| 2021 | Prema Powerteam | SPI  | SPI  | SPI  | ZAN  | ZAN  | ZAN  | HOC1 | HOC1 | HOC1 | SAC  | SAC  | SAC  | HOC2 | HOC2 | HOC2 | NÜR  | NÜR  | NÜR  |     |     |     | 9.º  | 72     |
| 2021 | Prema Powerteam | 2    | 7    | 7    | 2    | 8    | 2    |      |      |      |      |      |      |      |      |      |      |      |      |     |     |     | 9.º  | 72     |

### Campeonato de Italia de Fórmula 4
(Clave) (negrita indica pole position) (cursiva indica vuelta rápida)

| Año  | Equipo          | 1   | 1   | 1   | 2   | 2   | 2   | 3   | 3   | 3   | 4   | 4   | 4   | 5   | 5   | 5   | 6   | 6   | 6   | 7   | 7   | 7   | Pos  | Puntos |
| ---- | --------------- | --- | --- | --- | --- | --- | --- | --- | --- | --- | --- | --- | --- | --- | --- | --- | --- | --- | --- | --- | --- | --- | ---- | ------ |
| 2020 | Prema Powerteam | MIS | MIS | MIS | IMO | IMO | IMO | SPI | SPI | SPI | MUG | MUG | MUG | MNZ | MNZ | MNZ | IMO | IMO | IMO | VLL | VLL | VLL | 11.º | 81     |
| 2020 | Prema Powerteam | 8   | 5   | 5   | Ret | 14  | 7   | 9   | 28  | 7   | Ret | 10  | 7   | 5   | 8   | 6   | 6   | 26† | 7   | 25  | C   | 13  | 11.º | 81     |
| 2021 | Prema Powerteam | LEC | LEC | LEC | MIS | MIS | MIS | VLL | VLL | VLL | IMO | IMO | IMO | SPI | SPI | SPI | MUG | MUG | MUG | MNZ | MNZ | MNZ | 4.º  | 194    |
| 2021 | Prema Powerteam | 35† | 4   | 5   | 6   | 2   | 3   | 2   | Ret | 2   | Ret | 8   | 3   | 3   | Ret | Ret | 3   | 2   | 28  | 5   | 2   | Ret | 4.º  | 194    |

### Campeonato de Fórmula Regional Asiática
(Clave) (negrita indica pole position) (cursiva indica vuelta rápida)

| Año  | Equipo                      | 1     | 2       | 3        | 4       | 5         | 6        | 7      | 8        | 9        | 10     | 11     | 12     | 13     | 14     | 15     | Pos. | Puntos |
| ---- | --------------------------- | ----- | ------- | -------- | ------- | --------- | -------- | ------ | -------- | -------- | ------ | ------ | ------ | ------ | ------ | ------ | ---- | ------ |
| 2022 | Mumbai Falcons India Racing | ABU 1 | ABU 2 4 | ABU 3 10 | DUB 1 3 | DUB 2 Ret | DUB 3 19 | DUB2 1 | DUB2 2 9 | DUB2 3 4 | DUB3 1 | DUB3 2 | DUB3 3 | ABU2 1 | ABU2 2 | ABU2 3 | 7.º  | 92     |

### Campeonato de Fórmula Regional Europea
(Clave) (negrita indica pole position) (cursiva indica vuelta rápida)

| Año  | Equipo       | 1   | 1   | 2   | 2   | 3   | 3   | 4   | 4   | 5   | 5   | 6   | 6   | 7   | 7   | 8   | 8   | 9   | 9   | 10  | 10  | Pos. | Puntos |
| ---- | ------------ | --- | --- | --- | --- | --- | --- | --- | --- | --- | --- | --- | --- | --- | --- | --- | --- | --- | --- | --- | --- | ---- | ------ |
| 2022 | Prema Racing | MNZ | MNZ | IMO | IMO | MON | MON | LEC | LEC | ZAN | ZAN | BUD | BUD | SPA | SPA | SPI | SPI | BAR | BAR | MUG | MUG | 13.º | 44     |
| 2022 | Prema Racing | 8   | 8   | 4   | Ret | 17  | 14  | 11  | 11  | 6   | 4   | 16  | 8   | 16  | 13  | 32  | 17  | 13  | 15  | 12  | 20  | 13.º | 44     |

### Campeonato de Fórmula 3 de la FIA
(Clave) (negrita indica pole position) (cursiva indica vuelta rápida puntuable)

| Año  | Escudería          | 1   | 1   | 2   | 2   | 3   | 3   | 4   | 4   | 5   | 5   | 6   | 6   | 7   | 7   | 8   | 8   | 9   | 9   | 10  | 10  | Pos. | Puntos | Ref.   |
| ---- | ------------------ | --- | --- | --- | --- | --- | --- | --- | --- | --- | --- | --- | --- | --- | --- | --- | --- | --- | --- | --- | --- | ---- | ------ | ------ |
| 2022 | Campos Racing      | SAK | SAK | IMO | IMO | BAR | BAR | SIL | SIL | SPI | SPI | BUD | BUD | SPA | SPA | ZAN | ZAN | MNZ | MNZ |     |     | 21.º | 7      | [ 19 ] |
| 2022 | Campos Racing      |     |     |     |     |     |     |     |     |     |     |     |     |     |     | 8   | 8   |     |     |     |     | 21.º | 7      | [ 19 ] |
| 2023 | Hitech Pulse-Eight | SAK | SAK | MEL | MEL | MON | MON | BAR | BAR | SPI | SPI | SIL | SIL | BUD | BUD | SPA | SPA | MNZ | MNZ |     |     | 16.º | 37     | [ 20 ] |
| 2023 | Hitech Pulse-Eight | 10  | 9   | 2   | Ret | 7   | DSQ | 26  | 7   | 9   | 20  | 8   | 10  | Ret | 24  | Ret | 6   | 12  | Ret |     |     | 16.º | 37     | [ 20 ] |
| 2024 | Campos Racing      | SAK | SAK | MEL | MEL | IMO | IMO | MON | MON | BAR | BAR | SPI | SPI | SIL | SIL | BUD | BUD | SPA | SPA | MNZ | MNZ | 17.º | 40     | [ 21 ] |
| 2024 | Campos Racing      | 18  | 17  | 8   | 6   | 25  | 10  | 18  | 15  | Ret | 12  | Ret | Ret | 7   | Ret | 19  | 19  | 5   | 2   | 11  | 21  | 17.º | 40     | [ 21 ] |

### Campeonato de Fórmula Regional de Medio Oriente
(Clave) (negrita indica pole position) (cursiva indica vuelta rápida puntuable)

| Año  | Equipo            | 1    | 1    | 1    | 2    | 2    | 2    | 3    | 3    | 3    | 4    | 4    | 4    | 5   | 5   | 5   | Pos. | Puntos |
| ---- | ----------------- | ---- | ---- | ---- | ---- | ---- | ---- | ---- | ---- | ---- | ---- | ---- | ---- | --- | --- | --- | ---- | ------ |
| 2023 | Hitech Grand Prix | DUB1 | DUB1 | DUB1 | KUW1 | KUW1 | KUW1 | KUW2 | KUW2 | KUW2 | DUB2 | DUB2 | DUB2 | YMC | YMC | YMC | 21.º | 12     |
| 2023 | Hitech Grand Prix | 15   | 17   | 18   | Ret  | Ret  | 16   | 12   | 6    | 13   | 14   | 8    | 12   | 12  | 16  | 21† | 21.º | 12     |

### Campeonato de Fórmula 2 de la FIA
(Clave) (negrita indica pole position) (cursiva indica vuelta rápida puntuable)

| Año   | Escudería    | 1   | 1   | 2   | 2   | 3   | 3   | 4   | 4   | 5   | 5   | 6   | 6   | 7   | 7   | 8   | 8   | 9   | 9   | 10  | 10  | 11  | 11  | 12  | 12  | 13  | 13  | 14  | 14  | Pos. | Puntos | Ref.   |
| ----- | ------------ | --- | --- | --- | --- | --- | --- | --- | --- | --- | --- | --- | --- | --- | --- | --- | --- | --- | --- | --- | --- | --- | --- | --- | --- | --- | --- | --- | --- | ---- | ------ | ------ |
| 2025* | PREMA Racing | MEL | MEL | SAK | SAK | YED | YED | IMO | IMO | MON | MON | BAR | BAR | SPI | SPI | SIL | SIL | SPA | SPA | BUD | BUD | MNZ | MNZ | BAK | BAK | LUS | LUS | YMC | YMC | 7.º  | 72     | [ 22 ] |
| 2025* | PREMA Racing | 6   | C   | Ret | 19  | 13  | Ret | 9   | 8   | 6   | 3   | 11  | 2   | 5   | 4   | 2   | 5   |     |     |     |     |     |     |     |     |     |     |     |     | 7.º  | 72     | [ 22 ] |

- * Temporada en progreso.